# Sunčev automobil
Sunčev automobil je vrsta sunčevog vozila koja koristi sunčevu energiju za rad fotonaponskih ploča, koje se nalaze na njemu, čime se pune baterije ili akumulatori, koji pogone elektromotor, a time i čitav automobil. Sunčevi automobili se ne koriste još uvijek za promet, već uglavnom za utrke sunčevih automobila.
Najznačajnija utrka sunčevih automobila je utrka World Solar Challenge preko cijele Australije. Osim te utrke, u svijetu se održavaju utrke:
- Utrka North American Solar Challenge, duž SAD i Kanade. Utrka se održava svake 2 godine, a započela je 2005.
- Utrka The Solar Car Challenge se održava svake godine u SAD-u, samo za učenike srednjih škola, a prva utrka je održana 1995.
- Utrka South African Solar Challenge se održava svake dvije godine u Južnoafričkoj Republici, a prva utrka je održana 2008.
- Utrka Victorian Model Solar Vehicle Challenge se održava svake godine u Australiji, samo za školsku djecu.
- Utrka The Cyprus Institute Solar Car Challenge 2010 je prva utrka sunčevih automobila u Cipru, održana 2010.

Održane su i neke druge utrke sunčevih automobila, kao što je Suzuka (godišnja utrka u Japanu), Phaethon (održana 2004. u Grčkoj, u sklopu Olimpijskih igara) i World Solar Rally u Tajvanu.

## UtrkaWorld Solar Challenge
Utrka World Solar Challenge u Australiji je duga 3021 km, započinje na sjeveru u Darwinu i završava na jugu u Adelaideu. Utrka je započela 1987., a održava se još i danas. U početku se utrka održavala svake 3 godine, a od 1999. utrka se održava svake dvije godine. Značajniji pobjednici su:
- Prva utrka je održana 1987., kada je pobijedio GM-ov Sunraycer, s prosječnom brzinom 67 km/h. Drugo mjesto je zauzeo Sunchaser koji je sagradio Ford Australia, a treće mjesto je zauzeo sunčev automobil Spirit of Biel.
- Drugu utrku koja je održana 1990. je pobijedio sunčev automobil Spirit of Biel, koji je sagradila Biel škola iz Švicarske. Drugo mjesto je zauzela Honda, a treće Sveučilište u Michiganu.
- Utrku iz 1993. je dobila Honda.
- Utrku iz 1996. je po drugi put dobila Honda.
- Utrku iz 1999. je dobio sunčev automobil Aurora iz Australije.
- Utrku iz 2001. je dobio sunčev automobil Nuna, koji je sagradilo Tehnološko sveučilište Delft iz Nizozemske, koje je tada i prvi put sudjelovalo u utrci.
- U utrci 2003. slavio je sunčev automobil Nuna 2, nasljednik pobjednika iz 2001., s prosječnom brzinom od 97 km/h.
- 2005. je pobijedila ekipa Nuna po treći put sa sunčevim automobilom Nuna 3, s prosječnom brzinom od 102,75 km/h, što je ujedno i rekord staze. Drugo mjesto je zauzeo sunčev automobil Aurora, a treće Sveučilište u Michiganu.
- 2007. je pobijedila ekipa Nuna po četvrti put sa sunčevim automobilom Nuna 4, s prosječnom brzinom od 90 km/h. Od te godine se utrkivalo po novim pravilima.
- Utrku iz 2009. je dobio sunčev automobil Tokai Challenger, koji je sagradilo Sveučilište Tokai iz Japana. Drugo mjesto je zauzeo sunčev automobil Nuna 5, a treće Sveučilište u Michiganu.